# Asociația Clubul Sportiv Poli Timișoara 2016-2017
Questa voce raccoglie le informazioni riguardanti l'Asociația Clubul Sportiv Poli Timișoara nelle competizioni ufficiali della stagione 2016-2017.

## Rosa
Aggiornata al 24 ottobre 2016.
| N. |                    | Ruolo | Calciatore         |
| -- | ------------------ | ----- | ------------------ |
| 1  | Romania (bandiera) | P     | Mădălin Smaranda   |
| 2  | Romania (bandiera) | D     | Denis Hăruț        |
| 3  | Romania (bandiera) | D     | Valentin Crețu     |
| 5  | Romania (bandiera) | C     | Cosmin Bîrnoi      |
| 6  | Romania (bandiera) | D     | Harald Fridrich    |
| 7  | Romania (bandiera) | C     | Alexandru Ciucur   |
| 8  | Romania (bandiera) | C     | Marius Croitoru    |
| 9  | Brasile (bandiera) | A     | Miguel Bianconi    |
| 10 | Romania (bandiera) | C     | Cătălin Doman      |
| 12 | Romania (bandiera) | C     | Sebastian Mailat   |
| 13 | Romania (bandiera) | C     | Gabriel Vașvari    |
| 14 | Romania (bandiera) | A     | Cristian Pădurariu |
| 15 | Romania (bandiera) | D     | Cristian Bocșan    |
| 16 | Croazia (bandiera) | C     | Josip Šoljić       |

| N. |                    | Ruolo | Calciatore         |  |
| -- | ------------------ | ----- | ------------------ |  |
| 17 | Romania (bandiera) | D     | Cristian Melinte   |  |
| 18 | Romania (bandiera) | C     | Andrei Artean      |  |
| 19 | Romania (bandiera) | D     | Ștefănel Covalschi |  |
| 20 | Romania (bandiera) | D     | Alexandru Țigănașu |  |
| 22 | Romania (bandiera) | C     | Alexandru Munteanu |  |
| 23 | Romania (bandiera) | D     | Gabriel Cânu       |  |
| 25 | Romania (bandiera) | P     | Cătălin Straton    |  |
| 26 | Romania (bandiera) | A     | Cristian Bud       |  |
| 27 | Romania (bandiera) | C     | Vlad Mihalcea      |  |
| 30 | Romania (bandiera) | D     | Alin Șeroni        |  |
| 32 | Romania (bandiera) | D     | Bogdan Străuț      |  |
| 33 | Romania (bandiera) | P     | Vasile Curileac    |  |
| 42 | Romania (bandiera) | A     | Sebastian Velcotă  |  |
| 85 | Romania (bandiera) | A     | Octavian Drăghic   |  |